# Franz Plunder
Franz Plunder (* 22. Februar 1891 in Bregenz, Vorarlberg; † 23. Februar 1974 in Bregenz) war ein österreichischer Künstler, Bootsbauer und Unternehmer.

## Biografie
Plunder wuchs als Sohn eines Hamburger Seemanns und einer aus Landeck in Tirol stammenden Mutter gemeinsam mit seiner Schwester Berta in Bregenz auf. Er verließ „vierten Jahr wegen einer Dummheit“ das Gymnasium und wurde Lehrling bei einem Dessinateur. Noch während seiner Lehrzeit begann er selbst Boote zu bauen, die er nach seiner 1906 verstorbenen Schwester „Berta“ nannte.
Im Alter von 19 bestand er im Jahr 1910 die schwere Aufnahmeprüfung für die Akademie der Bildenden Künste in Wien. Rudolf Wacker, der heute viel berühmtere Künstlerkollege aus Bregenz, fiel bei der gleichen Prüfung durch und gab den Traum vom Studium an der renommierten Wiener Akademie auf. Plunder studierte an der Akademie bei Josef Müllner. Gustinus Ambrosi und Josef Thorak waren seine Mitschüler. Nach Beendigung seines Studiums heiratete er 1913 Hedwig Stern, die Tochter einer Burgschauspielerin und eines Schriftstellers.
Im selben Jahr reiste er erstmals in die USA und arbeitete in New York bei dem aus Wien stammenden Bildhauer Karl Bitter. Mit Beginn des Ersten Weltkriegs kehrte Plunder nach Europa zurück und wurde eingezogen. 1915 wurde er von Hans Bitterlich in die „Spezialschule“ der Akademie der Bildenden Künste aufgenommen, wo er einige Monate arbeitete und noch im selben Jahr den Preis der Meisterklasse (Spezialschulpreis) für seine Figur „Die Sinnende“ erhielt. Nach einer weiteren Einberufung war Plunder zunächst in Lambach stationiert und wurde 1917 zur „Bodenseeflotille“ nach Bregenz abkommandiert.
Nach dem Krieg nützte Plunder seine Fähigkeiten und verlegte sich auf den Bau von Segelyachten. Seine Kunden waren betuchte Schweizer, die das Währungsgefälle zwischen dem stabilen Franken und der inflationsgeplagten österreichisch-ungarischen Krone nützten. Die Werft vergrößerte sich, wurde als Bodensee-Werft-Aktiengesellschaft in Hard neu gegründet und als Investor wurde Ferdinand Porsche gewonnen, wohl auch in der Hoffnung, den Yachtbau auch motorentechnisch auf ein neues Niveau zu heben. Doch die Stabilisierung der Krone im Herbst 1922 führte dazu, dass die Aufträge stark zurückgingen. Porsche baute aber dennoch die Werftanlage weiter aus. Plunder berichtete in seinen „Erinnerungen“: „Es war eine große Werft geworden, aber ich mochte nicht mehr. Es kam zwischen mir und dem Generaldirektor Porsche fast zu einem Krach. Kurz darauf entschloß ich mich, aus der G.m.b.H. auszuscheiden.“
Plunder baute nun mit mehreren Freunden eine Yacht, mit der er den Atlantik überqueren wollte. Sie trug den Namen, auf die er schon seine letzten Segelboote getauft hatte, typisch für sein lakonisches Naturell: „Sowitasgoht“, im ortsüblichen Dialekt am Bodensee bedeutet das: 'So weit es geht'. Um Geld aufzutreiben, versuchten sie die Leute für ihr Projekt zu begeistern und motivierten Unternehmer, Materialspenden für den Bau der Yacht nach Hard zu schicken.
Dazu gehörte, dass der Abschied ordentlich inszeniert wurde: Der Stapellauf der Segelyacht und ihre Taufe durch den Priester und Politiker Barnabas Fink am 1. April 1923 wurde zu einem Volksfest. Zwei Monate später, am 27. Mai wurde der Abschied in Bregenz gefeiert, sogar mit einer Rede des Landeshauptmannes Otto Ender. Das Lossegeln in Bregenz war allerdings eher symbolisch, denn es ging zunächst nur über den Bodensee nach Romanshorn; dort wurde das Boot per Bahn nach Hamburg verfrachtet. Die „Sowitasgoht V“, ein zweimastiger Hochseekreuzer mit einer Segelfläche von 90 Quadratmetern, hatte 14 Meter Länge, 3,10 m Breite, 1,80 m Tiefgang und eine Verdrängung von zwölf Tonnen. Ausgerüstet war sie mit einem Fünf-PS-Motor. In Hamburg konnte man Ende Juni die Yacht gegen Bezahlung im Hafen vor der Abfahrt besichtigen. Plunder wurde begleitet von Josef Einsle, Fred Jochum und Josef Ledergerber. Sie benötigten für die Strecke Hamburg – Madeira – New York mit einer Distanz von 5800 Seemeilen 61 Tage. „Sowitasgoht V“ wurde rasch verkauft, der Erlös deckte ziemlich genau die entstandenen Kosten.
Plunder kehrte bald im Auftrag eines Klosters als Kunstexperte nach Europa zurück und hielt gut besuchte Vorträge über die Atlantiküberquerung. Leider erkrankte zu dieser Zeit seine Frau Hedwig so schwer, dass sie in ein Sanatorium gebracht werden musste. Bald wurde multiple Sklerose diagnostiziert, Hedwig Plunder starb 1928. Der Sohn Franz kam in ein Schweizer Internat. Plunder lernte auf der Rückreise in die USA auf dem Dampfer eine junge Amerikanerin kennen, die in Europa studiert hatte, Olga Law. Bald zog er mit ihr zusammen und nach dem Tod seiner Frau heirateten die beiden.
Plunder konnte in New York zunächst gut von seiner künstlerischen Arbeit leben, er hatte ein eigenes Atelier und bekam nicht wenige Aufträge. 1929 wurde er auch US-Staatsbürger. Ein sehr lukrativer Auftrag betraf die Errichtung eines Kriegerdenkmals für das 75. Kavallerieregiment in Brooklyn. Der Marmor dafür sollte aus Mauthausen kommen. Plunder hatte schon alle Vorbereitungen für eine Reise nach Europa getroffen und sogar ein Reisestipendium erhalten. Da kam der Schwarze Freitag 1929 und der große Auftrag für das Kriegerdenkmal in Brooklyn platzte. Plunder reiste aber mit seiner Frau Olga dennoch nach Europa und blieb – da die Verhältnisse für Künstler in den USA nach dem Börsenkrach besonders schwierig waren – in Österreich. Nach einer großen Griechenlandreise im Jahr 1930 wohnte er im Haus des Kunsthändlers Rudolf Sagmeister, dem er die Miete in Form von Kunstwerken erstattete. Aber bekam auch Aufträge, teils von sehr prominenter Seite: 1932 modellierte er einen Bronzeporträtkopf des Politikers Otto Ender (1875–1960), der gerade zwei Jahre zuvor für ein paar Monate Bundeskanzler gewesen und sicher der bekannteste Vorarlberger der damaligen Zeit war. Als Bundeskanzler Engelbert Dollfuß im Juli 1934 bei einem Putschversuch durch Nazis getötet wurde, erhielt Franz Plunder wohl über die Vermittlung Enders und mit Hilfe von Funktionären der Vaterländischen Front die Gelegenheit, von der Totenmaske, die man Dollfuß abgenommen hatte, einen Abguss zu machen. Gemeinsam mit seinem Freund Rudolf Wacker gestaltete er ein Dollfuß-Denkmal, für das er diesen Abguss eines Abgusses der Totenmaske verwendete. 1935 wurde das Denkmal feierlich eingeweiht. Es war eines von hunderten sehr ähnlichen Denkmalen, die in ganz Österreich errichtet worden waren und dem eigentümlichen Totenkult um Dollfuß, der als „Hitlers erstes Opfer in Österreich“ instrumentalisiert wurde, Ausdruck verliehen.
Abgesehen von dem Kopf Otto Enders, der Gestaltung des Dollfuß-Denkmals und der Arbeit an mehreren Kriegerdenkmalen ist keine politische Äußerung des Künstlers aus der Zeit bekannt. Als Plunder 1972 seine Erinnerungen veröffentlicht, erwähnte er die schwierigen politischen Verhältnisse nur mit ein paar kryptischen Bemerkungen. Den Ender-Kopf ließ er in seinem Buch abbilden, doch sonst werden weder Ender noch Dollfuß erwähnt.
Plunder blieb mit seiner Frau Olga bis 1938 in Österreich. Wenige Monate nach dem Anschluss ging er mit seiner Frau wieder zurück in die USA. Sie erhielten beide jeweils eine Stelle am St. Johns College in Annapolis, Olga Plunder als Direktorin der Erwachsenenbildung, Franz Plunder als „Resident Artist“. Nach Jahren am College und in der US-Army, Jahren nach dem Krieg, in denen Olga das Amerika-Haus in Salzburg geleitet hatte, richteten sich die beiden in Bregenz ein, wo sie ab 1957 lebten. Plunder war immer noch als Künstler und Bootsbauer tätig. Nur mit der Buchhaltung hat er es nie so genau genommen. Vielleicht ist das der Grund, warum es heute noch auf dem Bodensee zwei Segelboote mit dem Namen „Sowitasgoht X“ gibt, eine davon hat der bekannte Bregenzer Künstler Leopold Fetz erworben. Franz Plunder starb 1974 in Bregenz, seine Frau Olga starb acht Jahre später (1982).

## Ausstellungen (Auswahl)
- 1913/19 Bund Vorarlberger Maler und Bildhauer, Bregenz
- 1917 Künstlertag, Bregenz
- 1928 Pearson Gallery, New York (USA)
- 1932 Vorarlberger Kunstgemeinde, Bregenz
- 1933 St. Gallen (CH) (gem. m. Rudolf Wacker)
- 1935 Vorarlberger Kunstgemeinde, Bregenz
- 1934 Ausstellung bei Dr. Rösler
- 1938 Vorarlberger Kunstgemeinde, Bregenz
- 1976/87 Vorarlberger Landesmuseum, Bregenz.

## Werke (Auswahl)
- Die Sinnende, 1915 (heute vorarlberg museum, vgl. Erinnerungen, S. 65)
- Drei Porträts in Stein und Holz
- Lebensgroße Grabmalfigur für Innsbruck (Erinnerungen, S. 64)
- Lebensgroßer Holztorso, New York, 1928 (Abb. S. 129)
- Kriegerdenkmal in Lauterach, 1931 (gemeinsam mit Albert Bechtold)
- Otto Ender, Porträtkopf in Bronze, 1932 (Erinnerungen, S. 141)
- St. Georg, für Rudolf Sagmeister (Erinnerungen, S. 139)
- Grabfigur für Dr. Rösler, lebensgroß. Marmor, evang. Friedhof (Erinnerungen S. 165)
- Porträt in Holz von Dr. Rösler
- Kriegerdenkmal in Hohenems, 1933 (Erinnerungen, S. 142)
- Lebendmaske von Rudolf Wacker, 1934
- Büste Marianne Ruzicka
- Kriegerdenkmal in Klösterle, 1936
- Kriegerdenkmal in Altenstadt (Erinnerungen, S. 145)
- Lebensgroße Immaculata für die Gymnasiumkapelle in Bregenz (Erinnerungen, S. 145)
- Schwarzer Puma (Panther) für einen Park in der Schweiz (St. Gallen), 1935 (Erinnerungen, S. 145; Abb. S. 153)

## Plunders Boote mit dem Namen „Sowitasgoht“
Quelle:
- 1915 Sowitasgoht I: Sechs-Meter-Schwertboot, 20-22-m²-Segel
- 1917 Sowitasgoht II: Acht-Meter-Schwertboot, 30-m²-Segel („hatte ein kurzes Leben“[17])
- 1918 Sowitasgoht III: Neun-Meter-Schwertboot, rundgespantet
- 1921 Sowitasgoht IV: Nationaler Kreuzer 45 m²
- 1923 Sowitasgoht V: 14-m-Hochseekreuzer, 12 t, ca. 90-m²-Segelfläche
- 1930 Sowitasgoht VI: Schwertkreuzer (Stahlschale von Burmester) 8,50 m, rundgespantet 30-m²-Segel
- 1939 Sowitasgoht VII: 10,20-m-Kielkreuzer, ca. 6 t, 56-m²-Segel
- 1946 Sowitasgoht VIII: 1946 8,50-m-Kielkreuzer, ca. 3 t, 26-m²-Segel
- 1947 Sowitasgoht IX: 8,50-m-Kielkreuzer, ca. 3 t, 29-m²-Segel
- 1961 Sowitasgoht X: 8,60-m-Kielkreuzer, 1,8 t, 27 m².

## Erinnerungen
- Franz Plunder, Sowitasgoht. Lebenserinnerungen, Bregenz 1972.
- Franz X. Plunder: Vom Bodensee nach New York im Segelboot „Sowitasgoht V“, in: Jahrbuch des Vorarlberger Landesmuseumsvereins, 1953, S. 112–115.
- Franz X. Plunder: Im Segelboot über den Atlantik : die Fahrt der „Sowitasgoht“ nach New York, Bregenz 1956.